# Bonneville-sur-Touques
Bonneville-sur-Touques là một xã ở tỉnh Calvados, thuộc vùng Normandie ở tây bắc nước Pháp.